# راشيل ستويل (لاعبة كرة قدم)
راشيل ستويل، (بالإنجليزية: Rachel Stowell)‏ الشهيرة بماكارثر هي لاعبة كرة قدم سابقة إنجليزية من مواليد 27 يوليو 1977. لعبت راشيل في مركز خط الوسط. وأنهت حياتها المهنية مع نادي ليستر سيتي للسيدات بعد موسم 2009-10. كما لعبت أيضًا في منتخب إنجلترا لكرة القدم للسيدات.

## حياتها المهنية على مستوى النادي
انضمت راشيل إلى نادي بريستول لكرة القدم النسائية وهي بعمر 12 عامًا. ولعبت مع ناديها المحلي لمدة سبع سنوات قبل الانتقال إلى نادي ساوثامبتون. وصلت راشيل مع ساوثهامبتون إلى نهائي كأس الاتحاد الإنجليزي للسيدات عام 1999. كما كانت لاعبة محترفة بدوام كامل مع نادي فولهام من 2000 إلى 2003. ولعبت في وقت لاحق مع فريق بريستول سيتي للسيدات مرة أخرى، ثم نادي أرسنال للسيدات ونادي ليدز يونايتد للسيدات. وانضمت إلى ليستر سيتي بعد فترة من التوقف عن اللعب بعد الولادة وإصابتها بالرباط الصليبي الأمامي. قادت ليستر إلى المركز الثالث في دوري الدرجة الممتازة الإنجليزي للسيدات 2009-10 ، ثم تقاعدت في نهاية الموسم.

## حياتها المهنية على مستوى المنتخب

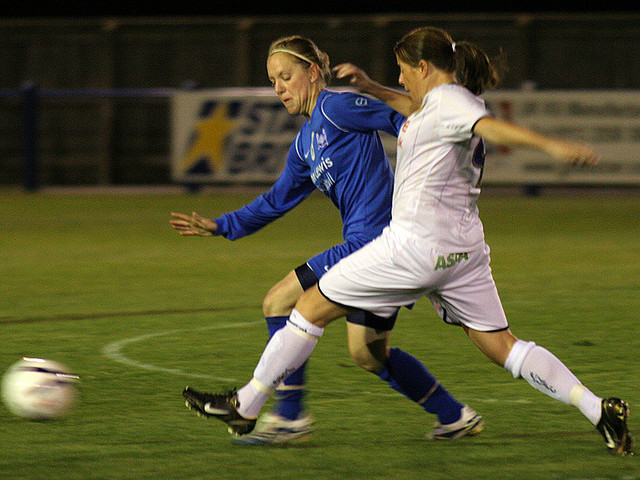
راشيل ستويل بقميص نادي برمنجهام سيتي.

شاركت راشيل مع منتخب إنجلترا لكرة القدم للسيدات لأول مرة ضد منتخب النرويج لكرة القدم للسيدات في مارس 2002 ضمن فعاليات كأس الغارفي، حيث لعبت في مركز الظهير الأيمن. انتهت المباراة بهزيمة إنجلترا 3-1.

### أهدافها الدولية
سجلت راشيل هدفًا ضد منتخب أيرلندا الشمالية لكرة القدم للسيدات ضمن فعاليات كأس الغارفي في 9 مارس 2005.

## حياتها الشخصية
تزوجت راشيل من حارس مرمى نادي وولفرهامبتون السابق مايك ستويل في يونيو 2009، بعد ولادة ابنتهما في أبريل من العام السابق. تزوج الاثنان أثناء وجودهما في ليستر حيث كانت راشيل لاعبة في نادي ليستر سيتي وزوجها مايك ستويل مدرب حراس المرمى في نادي ليستر سيتي.